# Юл, Дуг
Дуглас Алан Юл (англ. Douglas Alan Yule; род. 25 февраля 1947) — американский музыкант и певец, наиболее известный своим участием в The Velvet Underground с 1968 по 1973 годы.

## Биография

### Ранняя жизнь
Дуг Юл родился в Минеоле, Лонг-Айленд, штат Нью-Йорк и вырос в Грейт-Неке с пятью сестрами и младшим братом. В детстве брал уроки игры на фортепиано и баритон-валторне. Позже в интервью он сказал, что предпочел бы уроки игры на скрипке, но скрипку нужно было взять напрокат, а баритон-валторну можно было получить бесплатно.
В старших классах играл на тубе, а также на гитаре и банджо и ещё пел в церковном хоре.
В 1965-66 годах учился в Бостонском университете, где изучал актёрское мастерство. В Бостоне он встретил Уолтера Пауэрса и Уилли Александера из группы Grass Managerie Архивная копия от 10 июля 2021 на Wayback Machine. В 1966-67 годах Юл играл с Grass Managerie и другими коллективами в Нью-Йорке, Калифорнии и Бостоне.

### The Velvet Underground

#### 1968—1970
Юл впервые встретил Velvet Underground в своей квартире на Ривер-стрит в Бостоне, которую он снимал у их роуд-менеджера, Ганса Онсагера, и где группа иногда останавливалась, когда играла в городе. Стерлинг Моррисон заинтересовался усовершенственной гитарной техникой Юла.
Когда Джон Кейл покинул Velvet Underground в 1968 году по настоянию Лу Рида, Юл присоединился к группе (в то время состоявшей из Рида, Моррисона и Морин «Мо» Такер), заменив его. Впервые Юл появился на третьем одноимённом студийном альбоме The Velvet Underground (1969), сыграв на басу и органе. Помимо вокала в открывающей альбом балладе «Candy Says», он гармонирует с Ридом в песне «Jesus» и вместе с Морин Такер поёт припев предпоследнего трека альбома «The Murder Mystery».
Его вклад в релиз был значительным, и его вокал позже пригодился на концертах. Когда голос Рида стал напряжённым из-за гастролей, Юл пел ведущие песни в нескольких песнях. В то время как Кейл был более экспериментальным басистом, Юл считался более технически опытным в игре на инструменте и его особый мелодичный стиль соответствовал желанию Рида продвинуть группу в более мейнстримовом направлении.
Его ведущий вокал можно услышать в песне «She’s My Best Friend», которая была записана в 1969 году и позже появилась на сборнике VU, а на четвёртом альбоме группы Loaded (1970) роль Юла стала ещё более заметной: ведущий вокал в нескольких песнях на пластинке («Who Loves the Sun», «New Age», «Lonesome Cowboy Bill» и «Oh! Sweet Nuthin '») и игра на шести инструментах (включая клавишные и ударные).
Брат Юла, Билли также присоединился к сессиям в качестве барабанщика, так как постоянная барабанщица Морин Такер была беременна и отсутствовала на протяжении большей части записи. Его вокал можно услышать в песне «Ride Into the Sun», которая вошла на CD-переиздание Loaded, Fully Loaded, вышедшее в 1997 году.

#### 1970-73 (Loadedtour и последние выступления Velvet Underground)
Лу Рид оставил The Velvet Underground в августе 1970 года во время их пребывания в летнем нью-йоркском клубе Max's Kansas City. Вместе с менеджером группы Стивом Сесником, желавшего распродать билеты на планируемые концерты, и с предстоящим выпуском Loaded в ноябре того же года, Юл, Такер и Моррисон решили продолжить выступать как Velvet Underground для продвижения альбома. Юл взял на себя ведущий вокал и сменил свой основной инструмент с баса на гитару, а Уолтер Пауэрс был выбран в качестве нового бас-гитариста Velvets. После выпуска Loaded в Европе весной 1971 года, Моррисон покинул группу в августе того же 71 года, чтобы возобновить учёбу в Техасе и был заменён клавишником Уилли Александером. Александер, Пауэрс и Такер покинули Velvets в конце 1972 года после того, как их вытеснил менеджер Стив Сесник перед несколькими европейскими концертами в поддержку Loaded в Европе. Без оригинальных участников и с группой быстро набранных музыкантов Юл в тот же период отыграл заключительные концерты под названием Velvet Underground. Также вместе с Иэном Пейсом из Deep Purple и несколькими сессионными музыкантами Юл записал альбом Squeeze, вышедший в феврале 1973 года и по сути являющийся сольным альбомом Дуга Юла, хотя и представлен как альбом Velvet Underground из-за контрактного соглашения менеджера группы Стива Сесника с Polydor и из-за успеха Live at Max's Kansas City, получившего положительные отзывы в прошлом году. После двух финальных выступлений в начале 1973 года (объявленных промоутером как «The Velvet Underground» вопреки желанию Юла) группа официально прекратила свою деятельность.

#### Сессионная работа с Лу Ридом (1974—1976)
В 1974 году Рид связался с Юлом, чтобы записать мелодичный басовый трек для своего сольного альбома Sally Can't Dance (1974), на закрывающей альбом песне «Billy», и Юл присоединился к группе Рида для последующих выступлений в США и Европе в качестве гитариста. После турне группа распалась, но Рид вновь позвал Юла в 1975 году для записи нескольких гитарных и басовых треков для своего грядущего альбома Coney Island Baby, переиздание в которого в честь 30-летия содержит бонус-треки, где Юл играет на басу и гитаре.

#### 1976—1978 (Эллиот Мерфи, American Flyer и перерыв в музыкальной деятельности)
В начале 1976 года Юл сыграл на гитаре на альбоме Эллиотта Мерфи Night Lights (1976), а чуть позже присоединился к группе American Flyer в качестве барабанщика и бэк-вокалиста.
American Flyer была кантри-рок-группой, активной с 1976 по 1978 годы, в которую также входил гитарист Стив Кац из Blood, Sweat & Tears . После заключения контракта с крупным лейблом United Artists и сумев настолько заинтересовать Джорджа Мартина, чтобы он стал их продюсером, одноимённый дебютный альбом дебютировал на 87 месте в Billboard Top 200 , и они даже получили незначительный успех с синглом «Let Me Down Easy», который дебютировал на 80 строчке в том же 1976 году.
Несмотря на перспективы, проявленные на первом альбоме, их следующий альбом Spirit of a Woman не попал в чарты так высоко, не принеся того импульса, на который рассчитывал лейбл, и группа решила свернуть свою деятельность. После распада American Flyer Юл оставил музыкальную деятельность, став краснодеревщиком и скрипичным мастером.

### 1990 — настоящее
Когда в начале 1993 года Velvet Underground реформировались, Стерлинг Моррисон проводил кампанию за участие Юла, но Лу Рид и Джон Кейл в конечном итоге отвергли его, таким образом исключив Юла из шестинедельного тура воссоединенной группы по Европе и последующего концертного альбома Live MCMXCIII . Вслед за постоянным интересом к Velvet Underground и отчасти из-за огласки выпущенного в 1995 году бокс-сета группы Peel Slowly and See, Юл, который к тому времени переехал в район залива Сан-Франциско, вернулся к общественной жизни, снова дав интервью журналистам и различным фан-журналам о своём пребывании в Velvet Underground. Он также написал некролог Стерлингу Морриссону, умершему в том же 1995 году.
Юл не был включен в Зал славы рок-н-ролла вместе с первоначальным составом, когда Velvet Underground были туда введены в 1996 году. Однако Юл остаётся участником делового партнерства Velvet и продолжал время от времени давать интервью о своём времени в группе. После приобретения скрипки Юл в 1997 году снова вернулся к музыкальной деятельности
Песня «Beginning To Get It» появилась на благотворительном сборнике 1998 года A Place to Call Home. В 2000 году он отыграл несколько концертов, а концертный альбом Live in Seattle был выпущен в Японии в 2002 году. Появился на концертном альбоме Мо Такер Moe Rocks Terrastock
31 августа 2006 года Юл впервые за более чем 30 лет выступил на публике в Нью-Йорке с Марком Гарднером из Ride в клубе Pianos . 8 декабря 2009 года он появился с Ридом и Такер в Нью-Йоркской публичной библиотеке, в годовщину издания книги The Velvet Underground — New York Art, содержащей коллекцию редких фотографий первого выступления группы в Нью-Йорке и дизайны обложки Энди Уорхола. Они провели вопросы и ответы с аншлаговой живой аудиторией, а Дэвид Фрике выступил модератором мероприятия.

## Дискография

### С The Velvet Underground
- The Velvet Underground (1969)
- Loaded (1970)
- Live at Max's Kansas City (1972)
- Squeeze (1973)
- 1969: The Velvet Underground Live[англ.] (1974)
- VU[англ.] (сборник ауттейков, 1985 [1968-1969])
- Another View[англ.] (сборник ауттейков, 1986 [1967-1969])
- Chronicles[англ.] (сборник, 1991)
- Peel Slowly and See[англ.] (бокс-сет, 1995 [1965-1970])
- Final V.U. 1971-1973 (концертный бокс-сет, 2001 [1971-1973])
- Bootleg Series Volume 1: The Quine Tapes[англ.] (концертная запись, 2001 [1969])
- The Very Best of the Velvet Underground[англ.] (сборник, 2003 [1966-1970])
- The Complete Matrix Tapes (концертная запись, 2015 [1969])

### С Лу Ридом
- Sally Can't Dance (1974)
- Coney Island Baby: 30th Anniversary Edition (1975, 2005)
- Between Thought and Expression: The Lou Reed Anthology[англ.] (1992)

### С American Flyer
- American Flyer (1976)
- Spirit of a Woman (1977)

### Сольно
- Live in Seattle (2002)

### С RedDog
- Hard Times (2009)
- Nine-Tail Cat (2011)

### Прочее
- Эллиотт Мерфи[англ.]: Night Lights[англ.] (1976)
- Морин Такер: Moe Rocks Terrastock[англ.] (2002)
- The Loves[англ.]: …Love You (2010)